# حنش أحمر الرأس
حنش أحمر الرأس (الاسم العلمي:Coluber rubriceps) هو نوع من الزواحف يتبع جنس الحنش من فصيلة الأحناش.